# Omosarotes nigripennis
Omosarotes nigripennis är en skalbaggsart som först beskrevs av Dmytro Zajciw 1970.  Omosarotes nigripennis ingår i släktet Omosarotes och familjen långhorningar. Inga underarter finns listade i Catalogue of Life.